# Lira maltesa
La lira (en maltés: lira maltija, plural: liri) fue la moneda oficial de Malta desde 1972 hasta el 31 de diciembre de 2007. Su código ISO 4217 es MTL, y normalmente se abrevia como Lm, aunque el signo tradicional ha sido ₤.
El 1 de enero de 2008, Malta pasó a adoptar el euro como su nueva moneda.

## Historia
Antes de 1972, la moneda circulante era la libra esterlina en forma de monedas y billetes junto a billetes malteses. A pesar de utilizar dinero británico, Malta no decimalizó su sistema monetario en 1971 como el Reino Unido. En 1972 introdujo el sistema decimal basado en la lira (equivalente a la libra esterlina), dividida en 1000 mils o 100 céntimos. La denominación lira se utilizó en los primeros billetes en 1973 junto con la denominación "libra", y de manera exclusiva en billetes y monedas desde 1986. Los mils se retiraron de la circulación en 1994.
Hasta finales de la década de 1970, la lira maltesa mantuvo su paridad con la libra esterlina, momento en que la lira se convirtió en una moneda fluctuante, anclada a una cesta de monedas de reserva. Como consecuencia, la lira se mantuvo estable con un valor de 1,60 GBP. Tras el dinar kuwaití, la lira maltesa fue la segunda moneda con más valor del mundo, llegando a valer 3,35289 USD en diciembre de 2007.

### Euro
El 2 de mayo de 2005, la lira ingresó en el MTC II, el mecanismo de tipos de cambio de la Unión Europea, con un tipo de cambio de 0,429300 liras maltesas = 1 euro con una banda de fluctuación de ± 15%.
El 16 de mayo de 2007, la Comisión Europea propuso la entrada de Malta en la zona del euro. El 21 de junio de 2007, los jefes de Estado y de Gobierno de la Unión Europea aprobaron dicha incorporación. Finalmente, el 10 de julio de 2007, el Consejo de Asuntos Económicos y Financieros de la UE (ECOFIN) dio luz verde a la incorporación de Malta a la zona del euro y estableció el tipo de cambio irrevocable en 0,429300 liras maltesas = 1 euro.
El 1 de enero de 2008, Malta pasó a adoptar el euro como su nueva moneda.
Los billetes y monedas denominados en liras siguieron circulando y eran aceptados hasta el 31 de enero de 2008. Hasta el 30 de marzo podían cambiarse sin coste alguno en cualquier entidad bancaria. Pasado ese periodo, las monedas solo pudieron cambiarse en el Banco Central de Malta hasta el 1 de febrero de 2010 y los billetes hasta el 31 de enero de 2018.

## Monedas
En 1972 el nuevo sistema decimal trajo consigo nuevas monedas en denominaciones de 2, 3, 5 mils, 10 y 50 céntimos. La división de la lira en 100 céntimos (bastante más que los 240 peniques del antiguo sistema) significó que el céntimo era una unidad significativamente mayor, por eso el Reino Unido introdujo una moneda de ½ penique, y Malta el mil. En 1975 se introdujo una nueva moneda de 25 céntimos.
En 1986 se emitió un nuevo cono monetario en denominaciones de 1, 2, 5, 10, 25, 50 céntimos y 1 lira. En 1991 se acuñaron nuevos tipos en los que cambió el escudo de armas maltés. En 1994 los mils se retiraron de la circulación.
Las últimas monedas acuñadas antes de la adopción del euro fueron las siguientes:
| Imagen | Denominación | Metal    | Diámetro (mm.) | Peso (gr.) | Canto                        | Anverso                                    | Reverso                             |
| ------ | ------------ | -------- | -------------- | ---------- | ---------------------------- | ------------------------------------------ | ----------------------------------- |
|        | 1 Céntimo    | Cu+Ni+Zn | 18,51          | 2,81       | Liso                         | Escudo de Malta - MALTA - año de acuñación | Comadreja - 1 c                     |
|        | 2 Céntimos   | Cu+Ni    | 17,78          | 2,26       | Estriado                     | Escudo de Malta - MALTA - año de acuñación | Rama de olivo - 2 c                 |
|        | 5 Céntimos   | Cu+Ni    | 19,78          | 3,51       | Estriado                     | Escudo de Malta - MALTA - año de acuñación | Potamon fluviatile lanfrancoi - 5 c |
|        | 10 Céntimos  | Cu+Ni    | 21,78          | 5,01       | Estriado                     | Escudo de Malta - MALTA - año de acuñación | Pez delfín - 10 c                   |
|        | 25 Céntimos  | Cu+Ni    | 24,95          | 6,19       | Estriado                     | Escudo de Malta - MALTA - año de acuñación | Torvisco - 25 c                     |
|        | 50 Céntimos  | Cu+Ni    | 27,00          | 8,00       | Liso BANK CENTRALI TA' MALTA | Escudo de Malta - MALTA - año de acuñación | Tulliera - 50 c                     |
|        | 1 Lira       | Cu+Ni    | 29,82          | 13,00      | Liso BANK CENTRALI TA' MALTA | Escudo de Malta - MALTA - año de acuñación | Roquero solitario - Lm 1            |

## Billetes
En 1973 se introdujeron los primeros billetes denominados en liras en el anverso y libras en el reverso, de 1, 5 y 10 liras. En 1986, los billetes de 1 lira fueron sustituidos por monedas y se introdujeron nuevas denominaciones de 2 y 20 liras. Desde entonces, se han emitido cuatro series de billetes.
Los billetes de la última serie en circulación antes de la adopción del euro se muestran a continuación:
| Imagen del anverso | Imagen del reverso | Denominación | Color predominante | Dimensiones    | Anverso                                                                                     | Reverso |
| ------------------ | ------------------ | ------------ | ------------------ | -------------- | ------------------------------------------------------------------------------------------- | --- |
|                    |                    | 2 Liras      | Rojo               | 138 x 66,50 mm | Lm 2 - ŻEWĠ LIRI - Personificación de Malta - Escudo de armas - Bank Ċentrali ta' Malta     | Lm 2 - ŻEWĠ LIRI - Banco Guratali en Medina y Rabat, Gozo - Escudo de armas - BANK ĊENTRALI TA' MALTA           |
|                    |                    | 5 Liras      | Azul               | 145 x 69 mm    | Lm 5 - ĦAMES LIRI - Personificación de Malta - Escudo de armas - Bank Ċentrali ta' Malta    | Lm 5 - ĦAMES LIRI - Puerta trasera de Medina - Torre del Estandarte - Escudo de armas - BANK ĊENTRALI TA' MALTA |
|                    |                    | 10 Liras     | Verde              | 145 x 72,50 mm | Lm 10 - GĦAXAR LIRI - Personificación de Malta - Escudo de armas - Bank Ċentrali ta' Malta  | Lm 10 - GĦAXAR LIRI - Monumento al 7 de junio de 1919, La Valeta - Escudo de armas - BANK ĊENTRALI TA' MALTA    |
|                    |                    | 20 Liras     | Marrón             | 145 x 76 mm    | Lm 20 - GĦOXRIN LIRA - Personificación de Malta - Escudo de armas - Bank Ċentrali ta' Malta | Lm 20 - GĦOXRIN LIRA - Giorgio Borg Olivier - Escudo de armas - BANK ĊENTRALI TA' MALTA                         |